# 大頜沙鰈
大頜沙鰈為輻鰭魚綱鰈形目鰈亞目冠鰈科的其中一種，為熱帶海水魚，分布於西太平洋呂宋島西部海域，棲息深度82公尺，體長可達5.5公分，棲息在底層水域，以小型底棲生物為食，生活習性不明。